# Helheim (gruppo musicale)
Gli Helheim sono un gruppo musicale viking black metal norvegese, formatosi a Bergen nel 1992.

## Formazione

### Formazione attuale
- V'gandr – voce e basso (1992-presente)
- Hrymr – batteria (1992-presente)
- H'grimnir – voce e chitarra (1992-presente)
- Reichborn – chitarra (2008-presente)

### Ex componenti
- Mord – batteria
- Nidhogg – chitarra (1993-1994)
- Thorbjørn – chitarra (1999-2008)
- Lindheim – tastiera (1999-2005)
- Morten Egeland – voce secondaria dal vivo
- Hoest – voce dal vivo (2014)

## Discografia

### Album in studio
- 1995 – Jormundgand
- 1997 – Av norrøn ætt
- 2000 – Blod & ild
- 2003 – Yersinia Pestis
- 2006 – The Journeys and the Experiences of Death
- 2008 – Kaoskult
- 2011 – Heiðindómr ok mótgangr
- 2015 – raunijaR
- 2017 – landawarijaR
- 2019 – Rignir

### EP
- 1999 – Terrorveldet
- 2010 – Åsgards fall

### Split
- 2021 – Henholdsvis

### Demo
- 1993 – Helheim
- 1994 – Niðr ok Norðr liggr Helvegr